# Glympis subrosealis
Glympis subrosealis là một loài bướm đêm trong họ Erebidae.